# Sench Avit de Ribièra
Sench Avit de Ribièra (en francès Saint-Avit-Rivière) és un municipi francès situat al departament de la Dordonya i a la regió de la Nova Aquitània.

## Demografia
| 1962                                       | 1968 | 1975 | 1982 | 1990 | 1999 | 2007 |
| ------------------------------------------ | ---- | ---- | ---- | ---- | ---- | ---- |
| 117                                        | 102  | 69   | 71   | 78   | 73   | 81   |
| Des de 1962: població sense dobles comptes |      |      |      |      |      |      |

## Administració
| Període | Identitat       | Partit |
| ------- | --------------- | ------ |
| 1978-   | Fernand Barriat |        |